# ソバーキュリアス
ソバーキュリアス（sober curious）は、支配的な飲酒文化にただ従うのではなく、飲酒へのあらゆる衝動、誘い、期待に対して疑問を持ったり、アルコールとの関係を問い直したりすることを指す。飲酒量を減らす、またはまったく飲酒しないことを、個人のライフスタイルとして選択することを含む。イギリスのジャーナリストであるルビー・ウォリントン（Ruby Warrington）が2019年（日本語訳：2021年）に出版した本のタイトルに由来し、「sober（しらふ）」と「curious（好奇心旺盛な）」の2語を組み合わせた造語である。

## 定義・特徴
アルコール依存症の結果として選択されるライフスタイルであることが多い断酒と異なり、ソバーキュリアスは、（精神的・身体的な）健康に焦点を当てた理由から、自分の飲酒習慣を選んだり、問い直したり、変えたりする選択肢を持つこと、と定義されることが多い。
ソバーキュリアスの語源となった本の著者であるウォリントンは、フリーランスに転向した際、孤独感や疎外感からアルコールに頼った経験を有する。ウォリントンは、「飲むか飲まないかの二者択一」を迫るAA提唱の断酒に対し、「依存症にも濃淡さまざまなグレーゾーンがある」ことから「断酒のアプローチにもグレーゾーンがあっていいのではないか」と考え、これを自身の基本姿勢としている。ただし、飲酒の可能性を完全に排除しないソバーキュリアスの生活様式は、重度のアルコール使用障害を持つ人にとっての選択肢ではないとされる。
ソバーキュリアスの生活様式は、InstagramやTikTokをはじめとするSNSを通じ、若年層を中心に広まっている。ミレニアル世代がソバーキュリアス文化を受け入れ、実際に飲酒しないことが文化的に許容されるようになったとされる。ミレニアル世代は”generation sober”（しらふ世代）と呼ばれることも多い。アルコールの有害性への認識が広まっていることから、Z世代の関心はさらに高いとされている。イングランドで2022年度に行われた健康調査（en:Health Survey for England）においては、16歳から25歳の世代がもっとも飲酒しない傾向が強いという結果が出た。
オーストラリアの研究では、若者の飲酒量の減少は、少なくとも部分的には、「健康的な」選択と生活様式を評価・優先し、「成功」し「生産的」であること（be ‘successful’ and ‘productive’）を求める圧力の高まりに起因すると指摘されている。同様にイギリスの研究では、若者はますます不安と不確実性が増す社会状況の中で「ハッスル」して成功を収めなければならないというプレッシャーを感じており、飲酒がもたらす快楽や快楽主義を追求する時間がほとんどなくなってきていることが示唆されている。
また、適度な飲酒、および飲酒しないことが、若者にとってますます社会的に受け入れられるようになり、かつて飲酒の拒否に関連付けられていた汚名や批判を超えつつあるという研究もある。

## 日本での受容
ウォリントンの著書には欧米の社会問題としてアルコール依存症に悩む人が多いという背景から出てきた断酒の主張があるのに対し、日本に輸入された「ソバーキュリアス」という用語の使用や概念は、特に病的な概念とは関連付けられておらず、「飲んでもいいし、飲まなくてもいい」という柔らかいニュアンスで理解されることが多い。
日本においても飲酒頻度は若い世代ほど少ない傾向があり、これはリスク回避志向の高まりや娯楽の多様化などと結びつけて考えられている。2017年の国民健康・栄養調査の結果からは、とりわけ20〜30代の若い年代で「飲めるけれど、ほとんど飲まない」層が多いことが示唆されている。ニッセイ基礎研究所研究員の久我尚子は、アメリカにおける運動ほど意識的なものではないにせよ、日本でも若者の4分の1程度にソバーキュリアス傾向があると分析している。ただし男性の場合、すべての年代において飲酒習慣率は低下しており、中高年でもアルコール離れは進んでいる。中高年男性のアルコール離れは、健康志向の高まりや、会合の減少と関連付けて考えられる。